# Adrián Pedraja
Adrián Pedraja, all'anagarafe Adrián Pedraja Barrientos (Malaga, 15 novembre 1989), è un attore e modello spagnolo, noto per aver interpretato il ruolo di Adolfo De Los Visos nella soap Il segreto (El secreto de Puente Viejo).

## Biografia
Adrián Pedraja è nato il 15 novembre 1989 a Malaga, nella comunità dell'Andalusia (Spagna), ancora prima di iniziare a recitare ha intrapreso la carriera di modello.

## Carriera
Adrián Pedraja ha frequentato la scuola Maria Beltrán. Nel 2018 ha fatto la sua prima apparizione come attore nella serie Élite. Nel 2019 e nel 2020 è stato scelto per interpretare il ruolo di Adolfo De Los Visos nella soap opera in onda su Antena 3 Il segreto (El secreto de Puente Viejo) e dove ha recitato insieme ad attori come Silvia Marsó, Alejandro Vergara, María Bouzas, Manuel Regueiro, Laura Minguell, Sara Sanz, Berta Castañé, Adrián Expósito e Almudena Cid. Nel 2020 ha recitato nella serie No Muertos. Nel 2022 è entrato a far parte del cast della serie Desconocidas. L'anno successivo, nel 2023, ha preso parte al cast del film Entre Nosotros diretto da Martin Casapía Casanova.

## Filmografia

### Cinema
- Entre Nosotros, regia di Martin Casapía Casanova (2023)

### Televisione
- Élite – serie TV (2018)
- Il segreto (El secreto de Puente Viejo) – soap opera, 164 episodi (2019-2020)
- No Muertos – serie TV (2020)
- Desconocidas – serie TV (2022)

## Doppiatori italiani
Nelle versioni in italiano dei suoi film e delle sue serie TV, Adrián Pedraja è stato doppiato da:
- Omar Vitelli[15] ne Il segreto[16]